# Imperio de paletos
Imperio de paletos es el segundo álbum en directo de Ñu, lanzado por el sello Barrabás en 1992.
Se trata de un disco doble grabado durante un concierto en la Sala Canciller de Madrid, el 24 de abril de 1992.
José Carlos Molina contó en esta ocasión con una formación totalmente renovada, incluyendo a Javi Rocaberti al bajo, Luis García a la batería, Carlos Kakutani a la guitarra y José Miguel Lorenzo a las teclas.
El álbum está dedicado a la memoria de Terry Barrios, batería de Topo fallecido ese mismo año, 1992.

## Temas
Disco uno
1. El golfo de la guerra - 5:00
2. No hay ningún loco - 4:57
3. La granja del loco - 4:01
4. Carnaval sangriento - 6:50
5. Imperio de paletos - 4:22
6. Que nadie escape a la evolución - 2:35
7. A golpe de látigo - 1:51
8. El flautista - 3:27
9. Galeras - 7:00

Disco dos
1. Robin Hood - 3:53
2. Yo para ti - 5:10
3. Tocaba correr - 4:23
4. Trovador de ciudad - 4:46
5. Algunos músicos fueron nosotros - 3:06
6. Más duro que nunca - 4:45
7. La espada - 3:34
8. Una copa por un viejo amigo - 6:31